# Elektroniktekniker
Elektroniktekniker  var i sin tid en videregående uddannelse for radio- og elektronikmekanikere.
Kravet var, at man havde svendebrev som radiomekaniker eller elektronikmekaniker, samt en realeksamen eller tilsvarende, f.eks. HTX.
Senere oprettede man værkstedskurser og værkstedsskoler hvor man på baggrund af en 10. klasse kunne optages, og på henholdsvis ½ eller 1 år kunne opnå færdigheder, der svarede til skoleopholdene på radio- og elektronikmekanikeruddannelserne.
Skoleforløbet blev efterfulgt af henholdsvis ½ og 1 års praktik i en virksomhed.
Havde man ikke forudsætningerne, så var studiet umuligt.
Der var i 1970'erne få uddannelsessteder:
- Aarhus tekniske Skole
- Struer Handels og Tekniske Skole
- Håndværkerskolen i Sønderborg
- Frederiksberg Tekniske Skole

Først var uddannelsen 1-årig indtil 1969, så blev uddannelsen udvidet til 1½ år.
Det var for det meste ingeniører, der underviste, og de havde ambitioner om at en elektroniktekniker kunne det samme som en ingeniør, men på en kortere tid.
Nu varer uddannelsen 2 år og hedder enten IT-teknolog eller Elektronikteknolog og er nu en videregående akademisk uddannelse.

## Ekstern henvisning
- IT-teknolog
- Elektronikteknolog

| Job | Spire Denne artikel om et job eller en stillingsbetegnelse er en spire som bør udbygges. Du er velkommen til at hjælpe Wikipedia ved at udvide den. |